# Арадон
Арадон (фр. Arradon) насеље је и општина у северозападној Француској у региону Бретања, у департману Морбијан која припада префектури Ван.
По подацима из 2005. године у општини је живело 5825 становника, а густина насељености је износила 315 становника/km². Општина се простире на површини од 18,49 km². Налази се на средњој надморској висини од 22 m метара (максималној 61 m, а минималној 0 m m).

## Демографија
| 1962. | 1968. | 1975. | 1982. | 1990. | 1999. | 2011. |
| ----- | ----- | ----- | ----- | ----- | ----- | ----- |
| 1.653 | 1.976 | 2.760 | 3.706 | 4.317 | 4.719 | 5.454 |

График промене броја становника у току последњих година